# L'Odyssée du petit Sammy
Pour plus de détails, voir Fiche technique et Distribution.
L'Odyssée du petit Sammy (Sammy Going South) est un film britannique réalisé par Alexander Mackendrick, sorti en 1963. 
Le film a été projeté à la Cinémathèque française lors de la rétrospective Mackendrick proposée en février 2016.

## Synopsis
Le petit Sammy perd brusquement son père et sa mère lors d'un bombardement de Port-Saïd, en Égypte, pendant la crise du canal de Suez en 1956. Juste avant de mourir, sa mère avait évoqué le projet de l'envoyer rejoindre Durban, à l'autre extrémité du continent africain, rejoindre sa tante qui tient un petit hôtel. Se retrouvant totalement seul et sans rien sur lui que ses vêtements, quelques pièces et un sifflet-boussole, Sammy entreprend de rejoindre Durban, en se dirigeant obstinément vers le sud grâce à sa boussole. Il rencontre un certain nombre de personnes qui tentent de l'aider. Au terme de ce récit initiatique et road movie, il retrouve effectivement sa tante.

## Fiche technique
- Titre français : L'Odyssée du petit Sammy[2],[1]
- Titre original britannique : Sammy Going South
- Réalisation : Alexander Mackendrick
- Scénario : Denis Cannan d'après W.H. Canaway
- Photographie : Erwin Hillier
- Musique : Tristram Cary
- Pays d'origine : Royaume-Uni
- Format : Couleurs - 2,35:1 - Mono
- Genre : aventure
- Date de sortie : 
  - Royaume-Uni : 18 mars 1963 (avant-première à Londres) ; 21 avril 1963 (en salles)
  - France : 22 décembre 1965

## Distribution
- Edward G. Robinson : Cocky Wainwright
- Fergus McClelland : Sammy Hartland
- Constance Cummings : Gloria van Imhoff
- Harry H. Corbett : Lem
- Paul Stassino : Spyros Dracandopolous
- Zia Mohyeddin : le Syrien
- Jack Gwillim : le commissaire
- Marne Maitland : Hassan
- Zena Walker : Tante Jane